# Sam Thompson (baloncestista)
Sam Thompson (Chicago, Illinois, 11 de noviembre de 1992) es un baloncestista estadounidense que pertenece a la plantilla de los Astros de Jalisco de la Liga Nacional de Baloncesto Profesional de México. Con 2,01 metros de estatura, juega en la posición de Alero.

## Trayectoria deportiva

### Universidad
Jugó cuatro temporadas con los Ohio State de la Universidad Estatal de Ohio, en las que promedió 6,9 puntos, 2,8 rebotes y 1,2 asistencias por partido.

### Profesional
Tras no ser elegido en el Draft de la NBA de 2015, fue invitado por los Minnesota Timberwolves a participar en las Ligas de Verano de la NBA. Posteriormente, en septiembre fichó por los Charlotte Hornets para disputar la pretemporada, donde jugó cinco partidos, en los que promedió 0,8 puntos y 0,2 rebotes. En octubre fue elegido por los Grand Rapids Drive en la séptima posición del Draft de la NBA D-League, donde disputó 16 partidos, en los que promedió 5,0 puntos y 2,7 rebotes.
En enero de 2016 fue traspasado a los Delaware 87ers a cambio de Gary Talton.  donde acabó la temporada promediando 9,4 puntos y 3,2 rebotes por partido.
El 11 de agosto de 2016 fichó por el Vasas SC de la liga húngara, en su primera incursión en el baloncesto europeo. Completó una temporada como titular, en la que promedió 14,7 puntos y 4,2 rebotes por partido.
Al año siguiente, sus derechos en la D-League fueron adquiridos por los Greensboro Swarm junto con Cat Barber, enviando a los Delaware 87ers a Aaron Harrison.